# Roy Sáenz
Roy Sáenz   (Puerto Limón, 5 de desembre de 1944)

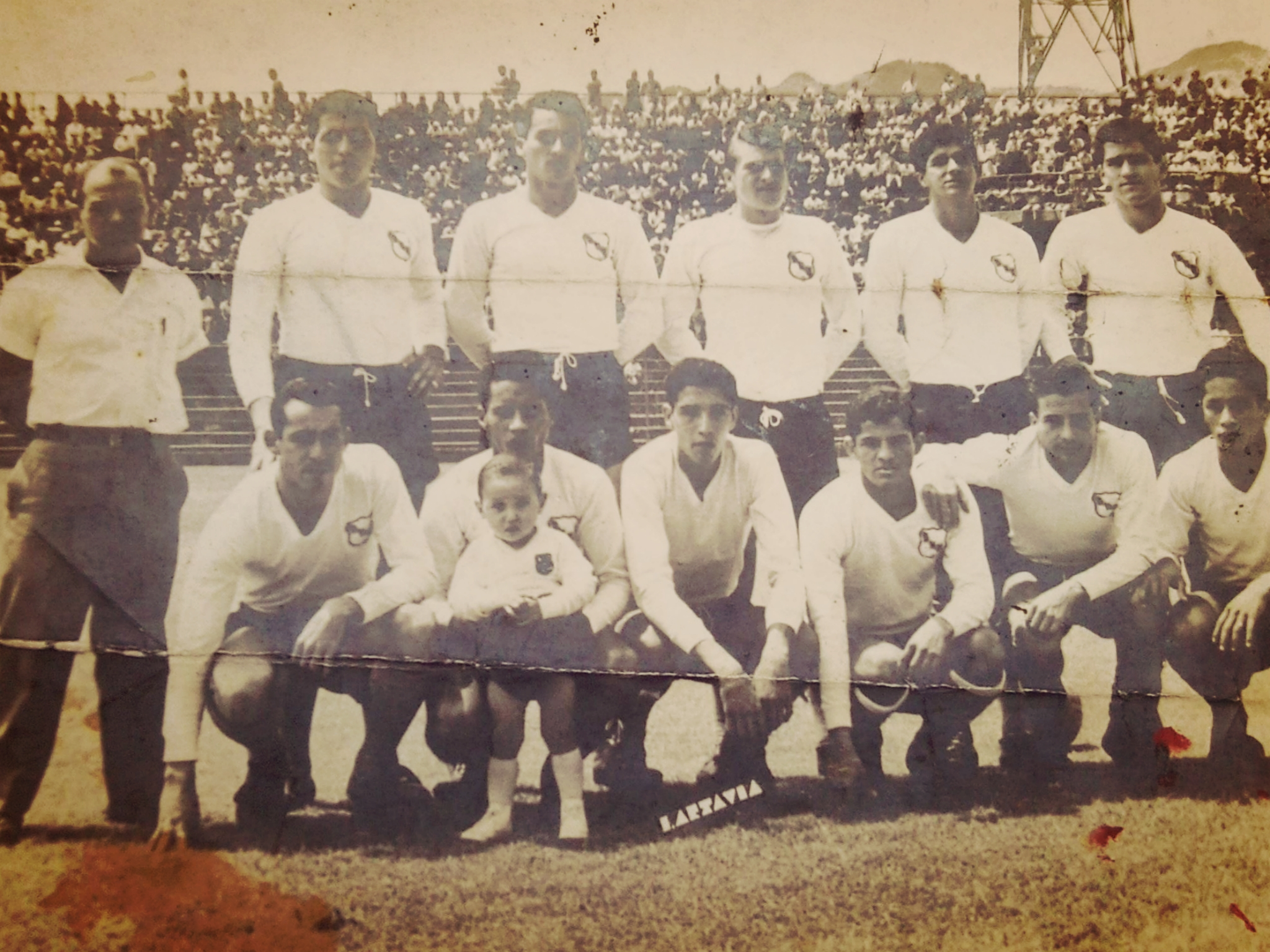
Fotografia del Deportivo Nicolás Marín.

fou un futbolista costa-riqueny de la dècada de 1970.
Fou 27 cops internacional amb la selecció de Costa Rica. Va destacar als clubs Barrio México i Alajuelense.
Un cop retirat fou entrenador a El Carmen, Palmares, Uruguay de Coronado, La Unión, Curridabat i Puriscal i president del Barrio México.